# Вольвера
Вольвера (італ. Volvera, п'єм. La Volvera) — муніципалітет в Італії, у регіоні П'ємонт,  метрополійне місто Турин.
Вольвера розташована на відстані близько 530 км на північний захід від Рима, 21 км на південний захід від Турина.
Населення — 8907 осіб (2014).

## Демографія
Населення за роками:

Станом на 1 січня 2023 року в муніципалітеті офіційно проживало 315 іноземців з 42 країн, серед них 196 громадян країн Євросоюзу та 6 громадян України.

## Сусідні муніципалітети
- Аїраска
- Кум'яна
- Ноне
- Орбассано
- Пйоссаско
- Ривальта-ді-Торино